# Hannah Snell
Pour les articles homonymes, voir James Gray, Gray et Snell.
Hannah Snell (23 avril 1723 - 8 février 1792), alias James Gray, est une britannique qui passa à la postérité pour avoir réussi à devenir soldat de la Marine britannique en se travestissant en homme,.

## Biographie
Hannah Snell naît à Worcester, en Angleterre, le 23 avril 1723. Les habitants prétendent qu'elle jouait déjà au soldat étant enfant. En 1740, elle déménage à Londres. Elle épouse James Summs le 6 janvier 1744.
Après quelques mois de mariage, son mari reprend la mer, puis disparait alors qu'elle est enceinte. En 1746, elle donne naissance à une fille, Suzanne, qui meurt un an plus tard.  
Après la mort de sa fille, elle emménage à Portsmouth. Elle emprunte un costume à son beau-frère, James Gray, et prend son nom pour partir à la recherche de son mari. Ce n'est que bien plus tard qu'elle apprendra qu'il a été exécuté pour meurtre.  
Une fois à Portsmouth, elle rejoint les Marines. Elle embarque sur le navire Swallow à Portsmouth le 23 octobre 1747. Le navire met les voiles pour Lisbonne le 1er novembre. Son unité est sur le point d'envahir l'île Maurice, quand l'attaque est annulée. Son unité navigue ensuite jusqu'en Inde. 
En août 1748, son unité est envoyée en expédition pour capturer les Français de la colonie de Pondichéry en Inde. Plus tard, elle combat également dans la bataille du Devicotta en juin 1749. Elle est blessée onze fois aux jambes et une fois à l'aine. On ne sait pas si elle réussit à soigner sa blessure à l'aine sans révéler son sexe ou si elle bénéficie de la complicité d'une infirmière indienne.
En 1750, son unité retourne en Grande-Bretagne et voyage de Portsmouth jusqu'à Londres, où elle révèle son sexe à ses compagnons de bord, le 2 juin. Elle dépose une requête afin d'obtenir qu'on lui verse une pension. Elle vend son histoire à l'éditeur londonien, Robert Walker, qui publie son récit, The Female Soldier, dans deux éditions différentes. Elle commence à se produire sur scène en uniforme pour présenter des exercices militaires en chantant des chansons. Trois peintres[Lesquels ?] font son portrait en uniforme. 
The Gentleman's Magazine fait connaître ses revendications. Elle est démobilisée de l'armée. L'Hôpital royal de Chelsea reconnait officiellement son service en novembre et lui accorde une pension en 1750 (avec une augmentation en 1785), une chose rare à cette époque.

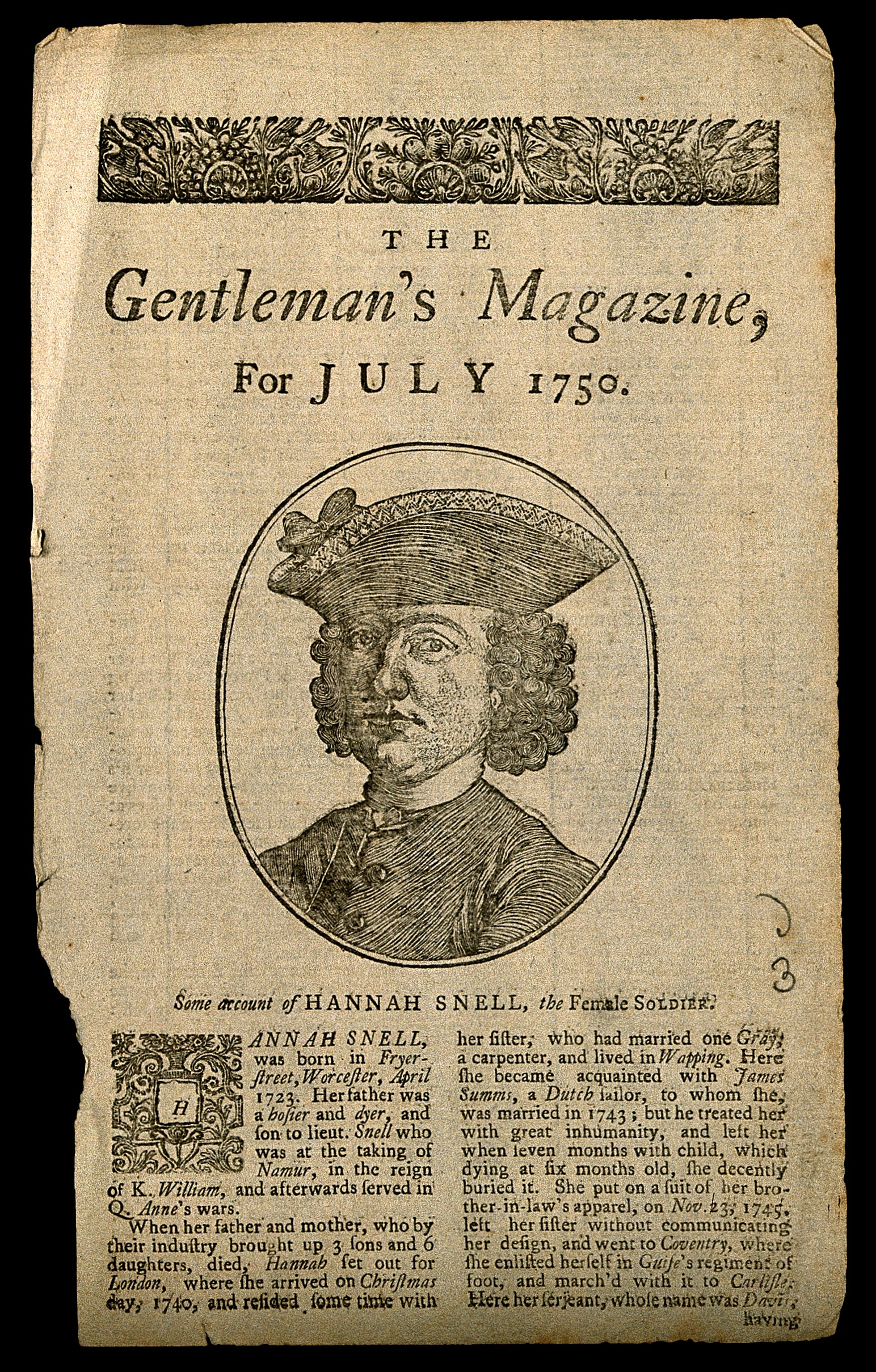
L'article du Gentleman's Magazine sur Hannah Snell, femme soldat déguisée en homme. Gravure sur bois, 1750.

Hannah prend sa retraite à Wapping, quartier du district londonien de Tower Hamlets, situé sur la rive nord de la Tamise. Elle ouvre alors un pub nommé The Female Warrior (ou The Widow in Masquerade, selon les récits), mais celui-ci ferme rapidement. Au milieu des années 1750, elle vit à Newbury dans le Berkshire. 
En 1759, elle épouse Richard Eyles, avec qui elle a deux enfants. 
En 1772, elle épouse Richard Habgood de Welford, toujours dans le Berkshire. Ils déménagent tous les deux dans la région des Midlands. 
En 1785, elle vit avec son fils George Spence Eyles, dans la rue de l'Église à Stoke Newington, un quartier londonien.
En 1791, sa santé mentale se dégrade. Elle est internée au Bethlem Royal Hospital le 20 août. Elle meurt le 8 février 1792.